# Stratencircuit Putrajaya
Het Putrajaya Street Circuit is een stratencircuit in Putrajaya, Maleisië. Op 22 november 2014 wordt de tweede Formule E-race op dit circuit verreden. Het rechte stuk van start/finish ligt op Persiaran Perdana, een van de meest gebruikte wegen van de stad. Het circuit loopt tevens langs de Perdana Putra, het kantoor van de premier van Maleisië. Het circuit is ontworpen door de Brit Simon Gibbons, die negen jaar bij de FOM werkte en recent een grote rol speelde in het ontwerp van de roei- en kanolocaties van de Olympische Zomerspelen 2012 in Londen.